# Вайлар
Вайлар (нем. Weilar) — община в Германии, в земле Тюрингия. 
Входит в состав района Вартбург. Подчиняется управлению Дермбах.  Население составляет 899 человек (на 31 декабря 2010 года). Занимает площадь 14,29 км².